# Màkari (sèrie de televisió)
Màkari és una sèrie de televisió italiana dirigida per Michele Soavi i basada lliurement en les novel·les i contes de Gaetano Savatteri. És protagonitzada pel periodista i investigador Saverio Lamanna, interpretat aquí per Claudio Gioè. S'ha doblat al valencià per a À Punt.
Realitzada per Palomar i Rai Fiction, la primera temporada es va emetre a Rai 1 del 15 al 29 de març de 2021; i la segona del 7 al 21 de febrer de 2022.

## Sinopsi
Saverio Lamanna, un periodista que es va convertir en el portaveu d'un polític influent al govern, és acomiadat després de cometre una imprudència laboral. Derrotat tant emocionalment com professional, en Saverio decideix marxar de Roma i tornar a Màkari, la seva ciutat natal a Sicília, a la zona de Trapani: aquí redescobreix una gran passió que havia abandonat durant anys, la de l'escriptor. Mogut per la curiositat que el caracteritza, en Saverio decideix investigar de forma improvisada els diferents casos de la zona, i forma un improbable trio juntament amb el seu excèntric i alegre amic Peppe Piccionello i la decidida estudiant d'arquitectura Suleima.

## Llista d'episodis

### Primera temporada
| Núm. total | Núm. de la temporada | Títol                        | Direcció      | Guió                                                 | Data d'emissió original | Data d'emissió al País Valencià (À Punt) |
| ---------- | -------------------- | ---------------------------- | ------------- | ---------------------------------------------------- | ----------------------- | ---------------------------------------- |
| 1          | 1                    | «Els culpables estan bojos»  | Michele Soavi | Francesco Bruni, Attilio Caselli i Salvatore De Mola | 15 de març de 2021      | 31 de juliol de 2023                     |
| 2          | 2                    | «La regla del desavantatge»  | Michele Soavi | Francesco Bruni, Attilio Caselli i Salvatore De Mola | 16 de març de 2021      | 3 de setembre de 2023                    |
| 3          | 3                    | «Només és un joc»            | Michele Soavi | Francesco Bruni, Attilio Caselli i Salvatore De Mola | 22 de març de 2021      | 10 de setembre de 2023                   |
| 4          | 4                    | «La fàbrica de les estreles» | Michele Soavi | Francesco Bruni, Attilio Caselli i Salvatore De Mola | 29 de març de 2021      | 17 de setembre de 2023                   |

### Segona temporada
| Núm. total | Núm. de la temporada | Títol                       | Direcció      | Guió                                                 | Data d'emissió original |
| ---------- | -------------------- | --------------------------- | ------------- | ---------------------------------------------------- | ----------------------- |
| 5          | 1                    | «Il delitto di Kolymbetra»  | Michele Soavi | Francesco Bruni, Attilio Caselli i Salvatore De Mola | 7 de febrer de 2022     |
| 6          | 2                    | «Il lato fragile»           | Michele Soavi | Francesco Bruni, Leonardo Marini u Gaetano Savatteri | 14 de febrer de 2022    |
| 7          | 3                    | «Il lusso della giovinezza» | Michele Soavi | Francesco Bruni, Ottavia Madeddu i Leonardo Marini   | 21 de febrer de 2022    |

## Producció
El rodatge de la primera temporada va començar el 6 d'agost de 2020 a Palerm i va continuar a la província de Trapani, entre la capital, Castellammare del Golfo, San Vito Lo Capo, Erice, Valderice, Marsala, Buseto Palizzolo, a la badia de Màkari, a l'almadrava de Scupeḍḍu, les pedreres de marbre de Custonaci, la reserva natural de Zingaru i la llacuna de Stagnone. L'última gravació es va fer el 5 de desembre a la ciutat del Golfo.
La sèrie es va renovar per a una segona temporada, que es va començar a rodar el 13 de setembre de 2021.
Posteriorment, es va fer oficial la renovació de la tercera temporada, el rodatge de la qual va començar l'11 d'abril de 2023 .

## Banda sonora
Els temes instrumentals van ser composts per Ralf Hildenbeutel, mentre que la cançó que obre cada episodi, també titulada Màkari, és interpretada pel grup musical Il Volo i va ser composta per Ignazio Boschetto, membre del grup.
La banda sonora Deluxe de la primera temporada va ser publicada per Sony/ATV Music Publishing el 22 d'abril de 2021, i la de la segona temporada el 9 de febrer de 2022.